# Brzydkie słowa
Brzydkie słowa – polski film krótkometrażowy z 2009 roku w reżyserii Marcina Maziarzewskiego.

## Fabuła
Piotr pracuje jako realizator dźwięku, cierpi zarazem na zespół Tourette’a objawiający się mimowolnymi tikami oraz wykrzykiwaniem przekleństw oraz wyzwisk w stosunku do osób znajdujących się w bezpośrednim otoczeniu.

## Obsada
- Magdalena Kumorek - Kasia
- Grzegorz Mielczarek - Piotr
- Sebastian Stankiewicz - Potfur
- Zbigniew Wróbel - Misiek